# Kroonpolder
De Kroonpolder is een polder en een voormalig waterschap in de Nederlandse provincie Groningen. Kroonpolder behoorde tot het kerspel Nieuw-Beerta.
De polder is in 1696 ontstaan door de inpoldering van de zogenaamde Beertsterham. Dit betrof oude en nieuwe kwelders in de Dollard, die sinds 1629 het bezit waren geraakt van de stad Groningen. De polder lag ten noordoosten van de Oude Dijk (Stocksterhorn) en ten noorden de Schanskersdijk van 1657 tussen Drieborg en Nieuweschans. Het gebied behoorde in de middeleeuwen tot het verdronken dorp Wynedaham. Men sprak daarom ook wel van de Stads Hamlanden of Beertster Hamlanden.
De buitendijken waren, van oost naar west: de Vleugeldijk langs de Westerwoldse Aa, de Middendijk van Oude Statenzijl tot Kostverloren. De polder had een oppervlakte van 480 hectare en werd ingedijkt door de Zeeuw mr. Anthony de Huybert (1645-1702), heer van Kruiningen en baljuw van Veere, die in ruil daarvoor het land 60 jaar lang in erfpacht kreeg. Hij had eerder al als leider van een groep ondernemers ervaring opgedaan met het bedijken van de Süder- en Westercharlottenpolder bij Norden in de jaren 1677 en 1678. De naam Kruiningspolder werd in de loop van de tijd verbasterd tot Kroonpolder. In 1757 gaf de stad Groningen als beheerder van deze stadsjurisdictie de grond uit in beklemming. Later werd de grond verkocht.
De Kroon- en de Stadspolder waren nauw verbonden met de landarbeidersdorpen Oudedijk en Drieborg. Kroonpolder had al voor 1780 een eigen school. Het schoolhuis stond in 1832 in Oudedijk. In 1844 waren er 90 leerlingen. Datzelfde jaar werd  het nieuwe schoolgebouw in Drieborg geopend. In 1859 werd een korenmolen gebouwd op de dijk tussen de Kroon- en de Stadspolder. De molen ging ten gevolge van het oorlogsgeweld in 1945 verloren.
Aan het einde van de Kroonpolder lag de Oude Statenzijl uit 1707 met de herberg van de zijlwaarder. De sluis werd later voorzien van geschutsbatterijen. Hij werd in 1874 vervangen door de Nieuwe Statenzijl.

## Waterschap
De polder loosde via de dijksloot door een voormalige zijl of duiker – het Merijke of Marijke genaamd – door de Oude dijk af op de Binnentjamme en had daarmee hetzelfde peil als de Nieuwe Spitlanden, waar het naderhand ook bestuurlijk één geheel mee uitmaakte. Beide waterschappen maakten gebruik van dezelfde poldermolens.
De Kroonpolder vormde tegelijk het tweede onderdeel van het waterschap Reiderland. Waterstaatkundig gezien ligt het gebied sinds 2000 binnen dat van het waterschap Hunze en Aa's.